# Cupecoy Beach

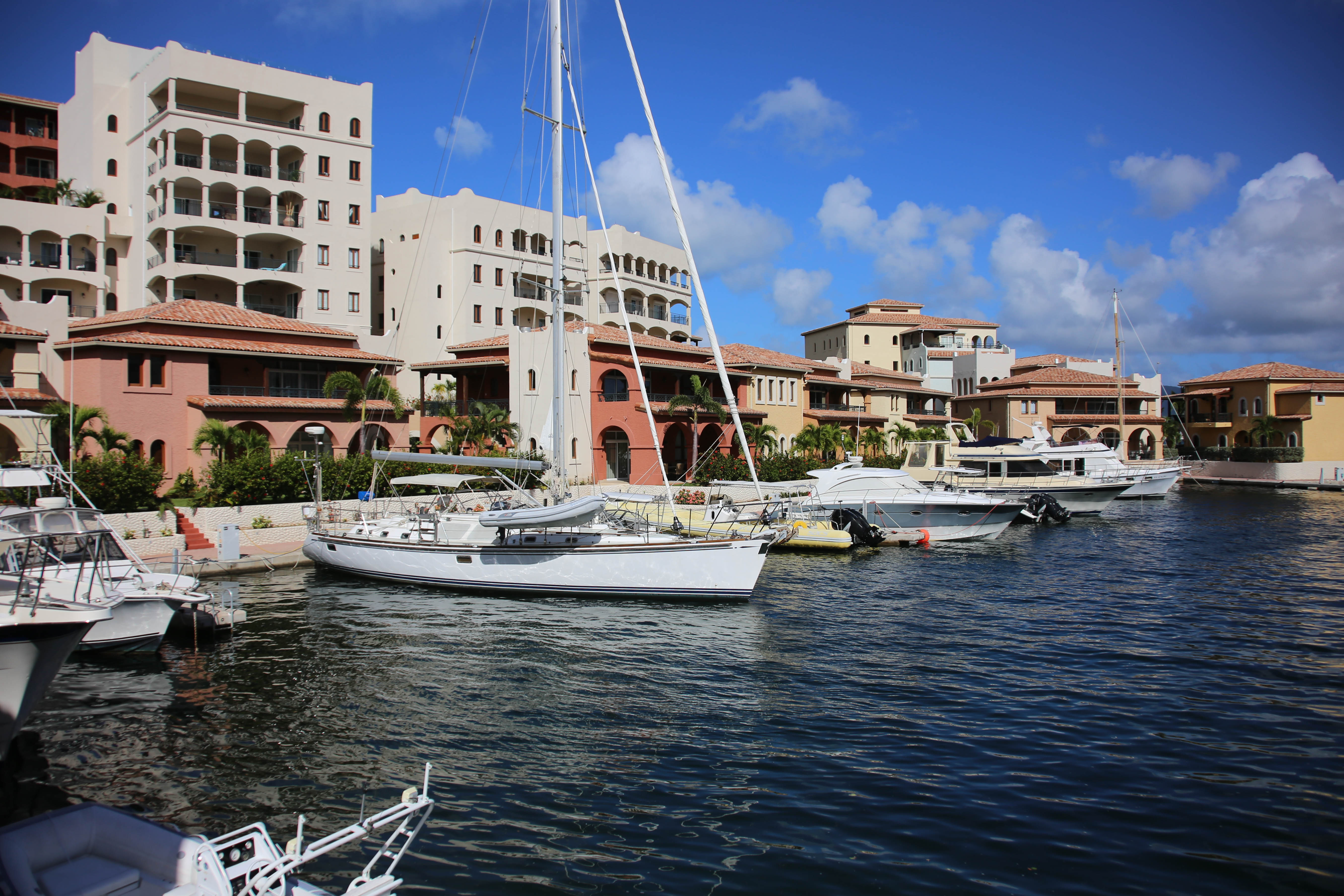
Jachthaven van Cupecoy

Cupecoy Beach is een strand in Lowlands op Sint Maarten. Het strand bevindt zich in het noordwesten van Lowlands tegen de Franse grens. Het is een witzandstrand met grotten en klippen. Cupecoy Beach is gedeeltelijk een naaktstrand, en is lgbt-vriendelijk.

## Overzicht
Cupecoy Beach bestaat uit drie kleine witzandstrandjes langs steile roze kalksteen klippen met grotten. De natuur is schilderachtig, en het strand is beschermd tegen de wind, maar de zee kan ruig en wild zijn. Het gebied is populair bij surfers vanwege de hoge golven. Het is een rustig strand, maar er zijn weinig voorzieningen. Rond het strand bevinden zich hotels, appartementen, en een jachthaven. Cupecoy Beach is gratis toegankelijk, maar de parkeerplaatsen in de buurt zijn betaald.